# Abraham Dolesteeg
De Abraham Dolesteeg is een steeg in het centrum van de Nederlandse stad Utrecht.
De steeg is zo'n 100 meter lang. Ze begint bij de Oudegracht waar zich in het pand op nummer 244 een poortje bevindt dat toegang geeft tot de steeg. Ze eindigt op de Lange Nieuwstraat. De steeg is vernoemd naar het Sint Ursulaklooster of Abraham Doleklooster dat in 1412 werd gesticht rond deze locatie. Aan de Abraham Dolesteeg 10-12 staat een in oorsprong middeleeuwse schuur die bij het klooster hoorde (rijksmonument). Op nummer 1 bevindt zich een huisje dat uit de middeleeuwen dateert en een gemeentelijk monument is. 